# Elin á Rógvi
Elin á Rógvi fra Tórshavn er en færøsk børnebogsforfatter, sanger, komiker og radiovært i Kringvarp Føroyas radio-børneudsendelse. Hun spillede karakteren Meyla i Lort í býin, som Barnablaðið Strok arrangerede i Nordens Hus. I forbindelse med forestillingerne Lort í býin, blev et album udgivet med titlen Lort í býin. Elin á Rógvi sang flere af sangen, enten selv eller sammen med andre og har også skrevet teksten til flere af sangene. Hun har skrevet to radio-julekalendere: Eg sá ein eingil (Jeg så en engel), der blev sendt i 2010 og Nivinaja, der blev sendt i 2014.
I 2012 modtog hun 1-årig arbejdslegat fra Mentanargrunnur Landsins, i 2014 modtog hun Barnamentanarheiðursløn Tórshavnar býráðs og i 2015 blev hun nomineret til Nordisk Råds børne- og ungdomslitteraturpris for bogen Og mamma.
Hendes forældre er Eyðun á Rógvi og Sunneva Dalsgaard. Hun har to brødre, nu afdøde professor i jura og politiker Kári á Rógvi og Heri á Rógvi.

## Udgivelser
- 2003 Dunnujól - udgivet i Mín jólabók
- 2004 Dinaslangan Sissal, Gløggi Blobb,Tjarnareggið, Gamlar felgur, Emmentaler, noveller, udgivet i Mín jólabók
- 2007 Mánalýsi, krimi til børn
  - 2007 Måneskin udgivet på dansk i Danmark[4]
- 2010 Jólastrok (CD)
- 2010 Eg sá ein eingil, (Jeg så en engel) Kringvarp Føroya's radio-julekalender, Elin á Rógvi skrev. Udgivet som CD.[5]
- 2013 Sangur í mjørka, musical for børn med børnerim digtet af Hans Andrias Djurhuus. Elin vandt en konkurrence arrangerevet af Havnar Sjónleikarfelag, for at hædre den færøske digter Hans Andrias Djurhuus 130 år efter hans fødsel.
- 2014 Og mamma!, børnebog[1]
- 2014 Nivinaja Kringvarp Føroya's radio-julekalender, Elin á Rógvi skrev.
- 2015 Eg sá ein eingil, børnebog, baseret på Elin á Rógvis radio-julekalener med samme titel. CD med sangene fra julekalenderen blev udgivet sammen med bogen. Bókadeild Føroya Lærarafelags.[6]

## Hæder
- 2007 - Vandt 1. pris for Færøerne i en Nordisk konkurrence om den bedste børnebog, vandt for bogen Mánalýsi
- 2012 - 1-årig arbejdslegat fra Mentanargrunnur Landsins
- 2013 - Vandt konkurrence, som Havnar Sjónleikarfelag udskrev, om at bruge H.A. Djurhuus børnerim til en musical til børn.
- 2014 - Modtog Barnamentanarheiðursløn Tórshavnar býráðs
- 2015 - Sangen Myrkablátt vandt Faroese Music Awards som Årets sang. Elin skrev teksten til radio-julekalenderen Nivinaja, som blev sendt i 2014, Greta Svabo Bech synger.
- 2015 - Nomineret til Nordisk Råds børne- og ungdomslitteraturpris for bogen Og mamma[7]

## Eksterne links
- Elin á Rógvi hos FarLit Arkiveret 9. februar 2016 hos  Wayback Machine